# Anacardium caracolii
Anacardium caracolii är en sumakväxtart som beskrevs av Mutis apud Alba. Anacardium caracolii ingår i släktet cashewsläktet, och familjen sumakväxter. Inga underarter finns listade i Catalogue of Life.